# Tabacktorpsfår
Tabacktorpsfår är en svensk fårras som tillhör gruppen allmogefår i nordiska kortsvansfår. De härstammar från gården Tabaktorp i Värmland och är små till växten och oftast vita.  Tackorna är kulliga medan baggarna kan vara kulliga eller ha horn.
Tabacktorpfår "återupptäcktes" 1992 av bland andra Nils Dahlbeck-